# Øst for Paradis (biograf)
 For alternative betydninger, se Øst for paradis. (Se også artikler, som begynder med Øst for paradis)
Øst for Paradis er en biograf i det centrale Aarhus. Den har til huse i Paradisgade 7-9 og er byens eneste art cinema (her ses bort fra Slagtehal 3, da det mere er en B-film-biograf).

## Navnet
Baggrunden for biografens navn er følgende:
- Den ligger i Paradisgade
- Den første film, der blev spillet i biografen, var Øst for Paradis
- Den ville vise film fra Østeuropa og 3. verdenslande, som andre biografer ikke viste ret meget

## Repertoiret
Repertoiret har gennem tiden bestået af:
- Klassikere – ikke så udtalt længere, da udbuddet af klassikere på dvd og tv efterhånden er ret stort
- Move-overe – det vil sige film, som andre af byens biografer kun spiller i kort tid, men som stadig har et publikum
- Premierer – det drejer sig om nichefilm og især fra andre lande end USA og Danmark

## Forretning
Biografen spiller i markant omfang europæiske film, og for at sikre et ordentligt udvalg har Øst for Paradis også et import- og udlejningsfirma. Blandt de største successer i de seneste år har været Good bye, Lenin!, som er en af de film, biografen selv importerede.
I dag har biografen syv sale, alle udstyret med Bauer U4C kinomaskiner med Zeiss Guld optik. Biografen har en café i foyeren. Der bliver med jævne mellemrum afholdt forskellige temaarrangementer i biografen.

## Historie
Øst for paradis blev grundlagt 28. november 1978 af John Rosendorff, Flemming W. Larsen og Uffe Sloth Andersen. Grundlæggerne mente, at Aarhus manglede en biograf, der viste smalle film og film fra andre lande end USA og de nærmeste europæiske nabolande.
I foråret 2006 var Øst for Paradis truet af lukning på grund af økonomiske problemer, der blandt andet skyldtes en forhøjet konkurrence i Aarhus med åbningen af en ny storbiograf. Desuden satsede andre biografer i byen i højere grad end tidligere på smallere film, som ellers primært tidligere var blevet vist i Øst for Paradis. 
I 2007 gennemgik biografen en større renovering, hvor både café og sale blev moderniseret. Samme år overtog Line Daugbjerg Christensen direktørstolen fra Ole Bjørn Chistensen og Uffe Sloth Andersen efter offentliggørelsen af uregelmæssigheder i forbindelse med støttetildeling til biografen.
Også senere har der været økonomiske problemer, men efter etableringen af folkeaktier, som de såkaldte Paradisets engle aftog i pænt omfang, er biografen kommet på sporet igen, og i 2012 blev biografen udvidet og igen renoveret.